# Henry Kingsley
Henry Kingsley (født 2. januar 1830 i Barnack, Northamptonshire, død 24. maj 1876 i Cuckfield, West Sussex) var en engelsk romanforfatter. Henry Kingsley var bror til Charles Kingsley og onkel til Mary Kingsley.
Kingsley fik sin uddannelse ved King's College i London og senere i Oxford, som han forlod uden at tage nogen eksamen for at rejse til Australien, hvor han først var guldgraver og senere ansat i det beredne politi. 1858 vendte han tilbage til England, og året efter udkom hans første bog: The Recollections of Geoffroy Hamlyn, der i meget er en selvskildring af forfatterens oplevelser i Australien. Hans næste bog, Ravenshoe (1861), anses i almindelighed for hans bedste. I 1869 blev han redaktør af Daily Review i Edinburgh, men opgav ret hurtigt denne post. Under den fransk-tyske krig var han korrespondent til bladet.